# 長保
長保（）は、日本の元号の一つ。長徳の後、寛弘の前。999年から1004年までの期間を指す。この時代の天皇は一条天皇。

## 改元
- 長徳5年1月13日（ユリウス暦999年2月1日） 改元
- 長保6年7月20日（ユリウス暦1004年8月8日） 寛弘に改元

## 長保期におきた出来事
- 長保元年（999年）
  - 春 - 右大臣藤原顕光が部下の内蔵秋茂と紀光延に命じて、大和国添下郡の郡司だった常世澄明の私邸を制裁目的で襲撃させ、死者を1名出した[1]。
  - 3月 - 太皇太后昌子内親王の荘園「野辺園（のべのその）」で建物火災があり、同荘園の荘官・木上正行の放火と断定され、同僚の藤原最実らが検非違使庁へ訴えたが、管轄する大和国の国府が動かず、訴えた最実の殺害計画が露見して、最実らは再び検非違使庁に訴え、山城国の追捕使、播美相奉と息長信忠に命じて木上を逮捕するよう、翌年の3月に検非違使庁が直接介入を行った[2]。
  - 8月18日 - 大和国管轄の城下郡東郷の早米使だった藤原良信（大和守源孝道の郎等）が21人の強盗団に殺害される。
  - 8月22日 - 朝廷からの太政官符を受けて、大和守の源孝道が介や掾、目、追捕使を指揮して捜査し、18日に殺害された藤原良信の実行犯4人を逮捕して取り調べ、首謀者が、藤原宣孝が大和国に所有する荘園の荘官だった文春正、実行犯たちが、前法隆寺別当の仁偕大法師の荘園や興福寺僧侶の明空法師の荘園の関係者だと判明した[3]。
- 長保2年（1000年）2月25日 - 藤原定子と藤原彰子がそれぞれ皇后と中宮に冊立され、前代未聞の「一帝二后」が実現した。
- 長保2年（1000年） - 日本最古の飲食店『一文字屋和輔』が創業される。
- 長保3年（1001年）12月 - 大和国の百姓、愁状を提出する。
- 長保5年（1003年）11月 - 宇佐八幡宮神人ら、大宰府権帥平惟仲の苛政を訴える。

## 西暦との対照表
※は小の月を示す。
| 長保元年（己亥） | 一月      | 二月※ | 三月  | 閏三月※ | 四月※ | 五月  | 六月※ | 七月  | 八月※ | 九月    | 十月    | 十一月   | 十二月※   |
| ---------------- | --------- | ----- | ----- | ------- | ----- | ----- | ----- | ----- | ----- | ------- | ------- | -------- | --------- |
| ユリウス暦       | 999/1/20  | 2/19  | 3/20  | 4/19    | 5/18  | 6/16  | 7/16  | 8/14  | 9/13  | 10/12   | 11/11   | 12/11    | 1000/1/10 |
| 長保二年（庚子） | 一月      | 二月※ | 三月  | 四月※   | 五月※ | 六月  | 七月※ | 八月  | 九月※ | 十月    | 十一月  | 十二月※  |           |
| ユリウス暦       | 1000/2/8  | 3/9   | 4/7   | 5/7     | 6/5   | 7/4   | 8/3   | 9/1   | 10/1  | 10/30   | 11/29   | 12/29    |           |
| 長保三年（辛丑） | 一月      | 二月  | 三月※ | 四月    | 五月※ | 六月※ | 七月  | 八月※ | 九月※ | 十月    | 十一月  | 十二月   | 閏十二月※ |
| ユリウス暦       | 1001/1/27 | 2/26  | 3/28  | 4/26    | 5/26  | 6/24  | 7/23  | 8/22  | 9/20  | 10/19   | 11/18   | 12/18    | 1002/1/17 |
| 長保四年（壬寅） | 一月      | 二月  | 三月※ | 四月    | 五月※ | 六月※ | 七月  | 八月※ | 九月※ | 十月    | 十一月  | 十二月※  |           |
| ユリウス暦       | 1002/2/15 | 3/17  | 4/16  | 5/15    | 6/14  | 7/13  | 8/11  | 9/10  | 10/9  | 11/7    | 12/7    | 1003/1/6 |           |
| 長保五年（癸卯） | 一月      | 二月  | 三月※ | 四月    | 五月※ | 六月  | 七月※ | 八月  | 九月※ | 十月    | 十一月※ | 十二月   |           |
| ユリウス暦       | 1003/2/4  | 3/6   | 4/5   | 5/4     | 6/3   | 7/2   | 8/1   | 8/30  | 9/29  | 10/28   | 11/27   | 12/26    |           |
| 長保六年（甲辰） | 一月※     | 二月  | 三月※ | 四月    | 五月  | 六月※ | 七月  | 八月※ | 九月  | 閏九月※ | 十月    | 十一月※  | 十二月    |
| ユリウス暦       | 1004/1/25 | 2/23  | 3/24  | 4/22    | 5/22  | 6/21  | 7/20  | 8/19  | 9/17  | 10/17   | 11/15   | 12/15    | 1005/1/13 |